# John Turner
John Napier Wyndham Turner, född 7 juni 1929 i Richmond i London, Storbritannien, död 19 september 2020 i Toronto, Ontario, var en kanadensisk politiker (Kanadas liberala parti) som var Kanadas premiärminister 1984.

## Biografi
Turner föddes i London som son till en engelsk far, Leonard Turner, och en kanadensisk mor, Phyllis Gregory. Fadern avled 1932 och Turner flyttade därefter till Kanada med modern, där han först växte upp i Rossland i British Columbia och senare i Ottawa. Han studerade vid University of British Columbia och Oxfords universitet.
Han gifte sig 1963 med Geills McCrae Kilgour. Paret fick en dotter och tre söner. Han arbetade först som advokat i Toronto och var sedan ledamot av underhuset i Kanadas parlament 1962–1976 och 1984–1993. Han avancerade snabbt i politiken, var minister utan portfölj 1965–1967 och hann inneha två andra positioner i Lester B. Pearsons kabinett innan dennes avgång 1968.
Turner kandiderade 1968 till partiledare och blev trea i partiledarvalet. Trots sin ungdom betonade han att hans tid var då och inte till exempel 1984 ("not here for some vague, future convention in say, 1984", sade Turner då). Det visade sig att han skulle väljas till partiledare just 1984. Turner tjänstgjorde som Pierre Trudeaus justitieminister 1968–1972 och som finansminister 1972–1975. Han avgick som finansminister efter en personlig konflikt med Trudeau och lämnade sedan politiken. Han arbetade i flera år som affärsjurist på Bay Street i Toronto, Kanadas motsvarighet till Wall Street i New York.
Premiärminister Trudeau lämnade politiken sommaren 1984. Turner i sin tur återvände till politiken och besegrade Jean Chrétien i partiledarvalet. Turners tid som Kanadas premiärminister blev den näst kortaste i Kanadas historia efter Charles Tuppers kortlivade kabinett 1896. Liberalerna led det största nederlaget i partiets historia och Brian Mulroney efterträdde Turner som premiärminister i september 1984. Turner stannade kvar som liberalernas partiledare fram till 1990 trots att hans ledarskap ofta blev ifrågasatt. Turner lyckades förbättra liberalernas resultat till 1988 års val men han led fortfarande en förlust och Mulroney kunde fortsätta som premiärminister. Chrétien efterträdde Turner 1990 som partiledare.
Turner tillhörde den katolska kyrkan. Han var styrelseledamot i flera betydande kanadensiska företag.